# Amperóra

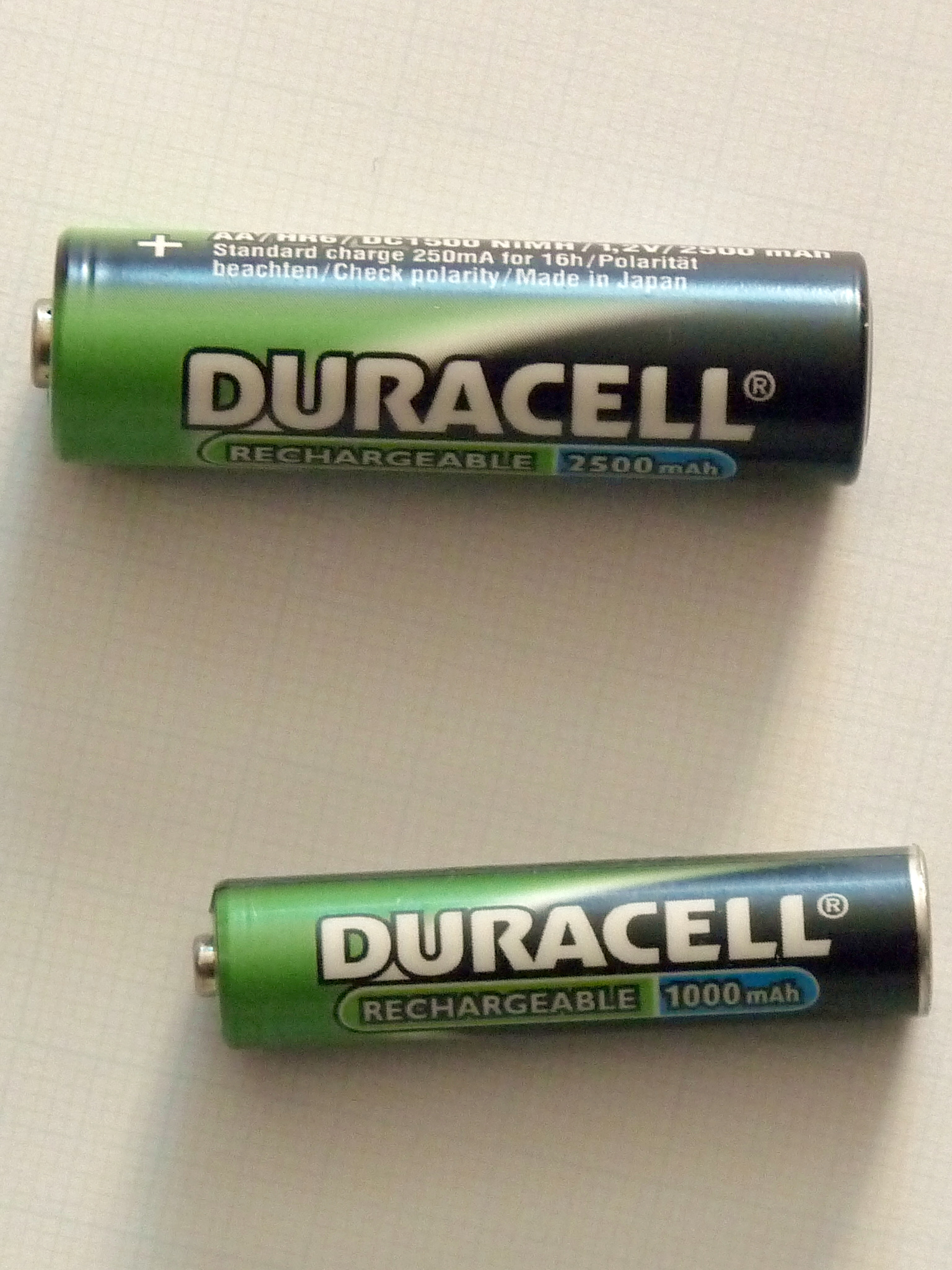
2500 milliamperórás AA és 1000 milliamperórás AAA akkumulátor

Az akkumulátorok töltéstároló képessége.
Az amperóra (A·h, A h vagy Ah) az elektromos töltés mértékegysége: egy amperórányi töltés halad át a vezetőn, ha egy órán át egy amper erősségű áram folyik rajta, az amperóra értéket a kettő szorzata adja. Standard SI-mértékegységekkel kifejezve egy amperóra 3600 coulomb.
Annak az akkumulátornak 1 Ah (amperóra) a kapacitása, amelyik 1 órán keresztül 1 A erősségű áramot képes szolgáltatni.
Általában elemek és akkumulátorok töltéstároló képességének jellemzésére használják; előfordul a milliamperóra (mAh) és a milliampermásodperc (mAs) is.
1Ah = 1.000 mAh (miliamperóra)
1Ah = 3.600 As (amper másodperc)
1Ah = 3.600 C (Coulomb)